# سانتوری گلوبال اسپیریتس
سانتوری گلوبال اسپیریتس (به انگلیسی: Suntory Global Spirits) که قبلاً با نام بیم سانتوری شناخته می‌شد، یک شرکت نوشیدنی آمریکایی است که زیرمجموعه شرکت سانتوری، یک شرکت چندملیتی نوشیدنی ژاپنی، می‌باشد. این شرکت نوشیدنی‌های الکلی تولید می‌کند.
این شرکت سومین تولیدکننده بزرگ نوشیدنی‌های تقطیری در سراسر جهان، پس از دیاجیو و پرنود ریکارد است. محصولات اصلی این شرکت شامل ویسکی بوربن، ویسکی ژاپنی، ویسکی اسکاتلندی، ویسکی ایرلندی، ویسکی کانادایی، تکیلا، ودکا، کنیاک، رام، لیکور و کوکتلهای آماده مصرف از پیش مخلوط شده است.